# Resolutie 1158 Veiligheidsraad Verenigde Naties
Resolutie 1158 van de Veiligheidsraad van de Verenigde Naties werd op 25 maart 1998 unaniem aangenomen door de VN-Veiligheidsraad.

## Achtergrond
Op 2 augustus 1990 viel Irak zijn zuiderbuur Koeweit binnen en bezette dat land. De Veiligheidsraad veroordeelde de inval onmiddellijk en later kregen de lidstaten carte blanche om Koeweit te bevrijden. Eind februari 1991 was die strijd beslecht en legde Irak zich neer bij alle aangenomen VN-resoluties. In 1995 werd met resolutie 986 het
olie-voor-voedselprogramma in het leven geroepen om met olie-inkomsten humanitaire hulp aan de Iraakse bevolking te betalen.

## Inhoud
De Veiligheidsraad:
- Herinnert aan de resoluties 986, 1111, 1129, 1143 en 1153.
- Verwelkomt het rapport van de secretaris-generaal en Iraks toezegging om mee te werken aan de uitvoering van resolutie 1153.
- Is bezorgd om de humanitaire gevolgen door de terugval van de olie-inkomsten gedurende de eerste 90 dagen na resolutie 1143 door de vertraagde hervatting van de verkoop en de gedaalde prijs.
- Wil een verdere achteruitgang van de humanitaire situatie vermijden.
- Bevestigt de soevereiniteit en territoriale integriteit van Irak.
- Handelt onder Hoofdstuk VII van het Handvest van de Verenigde Naties.

1. Beslist dat resolutie 1143 van kracht blijft, maar dat landen in de 90 dagen vanaf 5 maart voor US$1,4 miljard olieproducten uit Irak mogen kopen. (normaal was dit 1 miljard)
2. Besluit om op de hoogte te blijven.

## Verwante resoluties
- Resolutie 1153 Veiligheidsraad Verenigde Naties
- Resolutie 1154 Veiligheidsraad Verenigde Naties
- Resolutie 1175 Veiligheidsraad Verenigde Naties
- Resolutie 1194 Veiligheidsraad Verenigde Naties

Lijst ·  1147 ·  1148 ·  1149 ·  1150 ·  1151 ·  1152 ·  1153 ·  1154 ·  1155 ·  1156 ·  1157 ·  1158 ·  1159 ·  1160 ·  1161 ·  1162 ·  1163 ·  1164 ·  1165 ·  1166 ·  1167 ·  1168 ·  1169 ·  1170 ·  1171 ·  1172 ·  1173 ·  1174 ·  1175 ·  1176 ·  1177 ·  1178 ·  1179 ·  1180 ·  1181 ·  1182 ·  1183 ·  1184 ·  1185 ·  1186 ·  1187 ·  1188 ·  1189 ·  1190 ·  1191 ·  1192 ·  1193 ·  1194 ·  1195 ·  1196 ·  1197 ·  1198 ·  1199 ·  1200 ·  1201 ·  1202 ·  1203 ·  1204 ·  1205 ·  1206 ·  1207 ·  1208 ·  1209 ·  1210 ·  1211 ·  1212 ·  1213 ·  1214 ·  1215 ·  1216 ·  1217 ·  1218 ·  1219